# Utlenianie aktywne
Utlenianie aktywne – proces utleniania różnych materiałów zachodzący w określonym zakresie ciśnień. Przykładem może być węglik krzemu (SiC) pokryty warstwą krzemionki (SiO2) przy ciśnieniu w zakresie 101 do 10³ Pa.
Utlenianie przebiega dwuetapowo:
SiC(s) + O2 → SiO(g) + CO,
2 SiC(s) + {\displaystyle {\tfrac {3}{2}}}O2 → 2SiO(g) + 2CO2.
W przypadku węgliku krzemu po przekroczeniu ciśnienia 10³ Pa zachodzi utlenianie pasywne.